# بولفينية كثة الزغب
بولفينية كثة الزغب (الاسم العلمي:Paulownia tomentosa) هي نوع من النباتات تتبع جنس البولفينية من فصيلة البولفينية.

## معرض صور

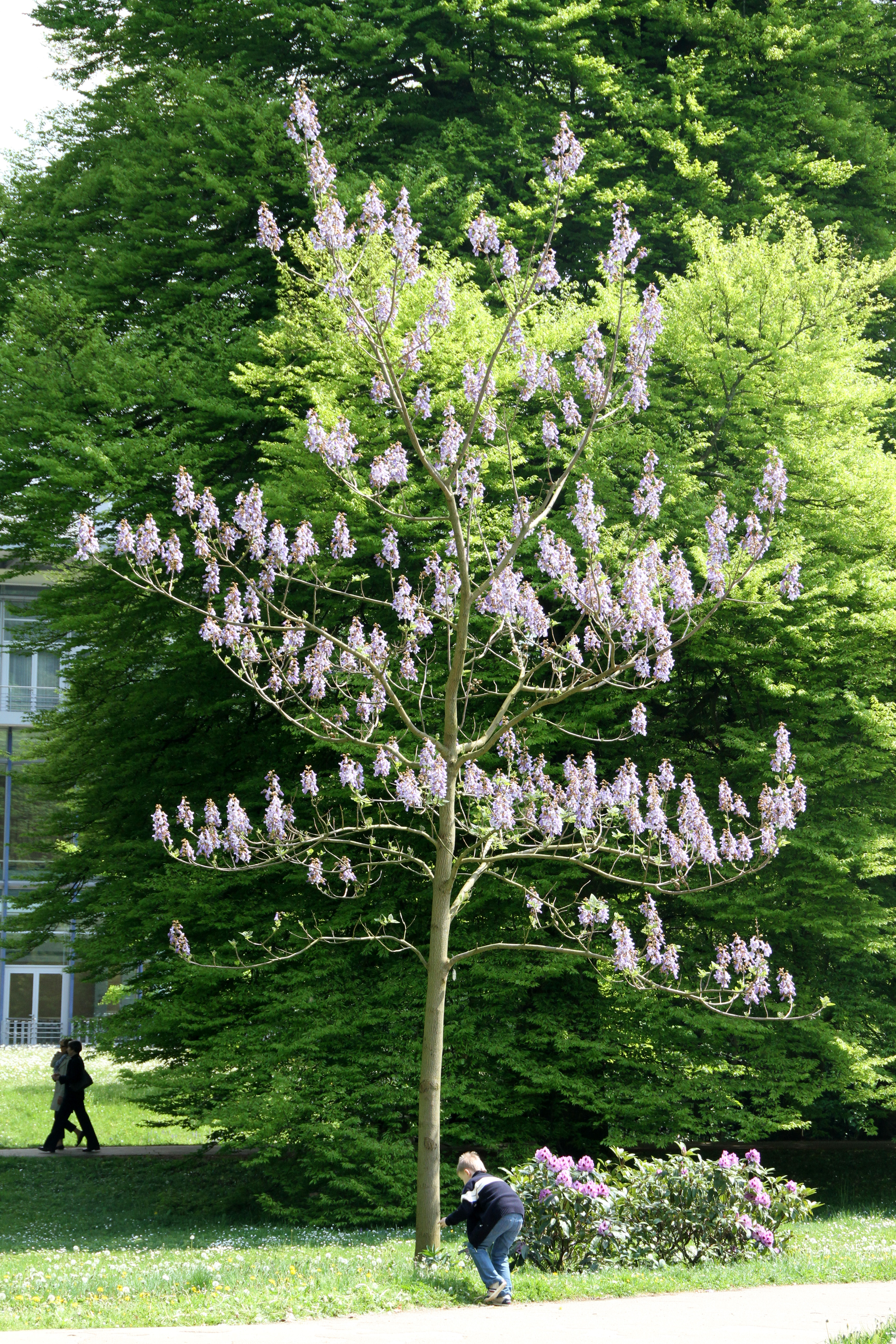
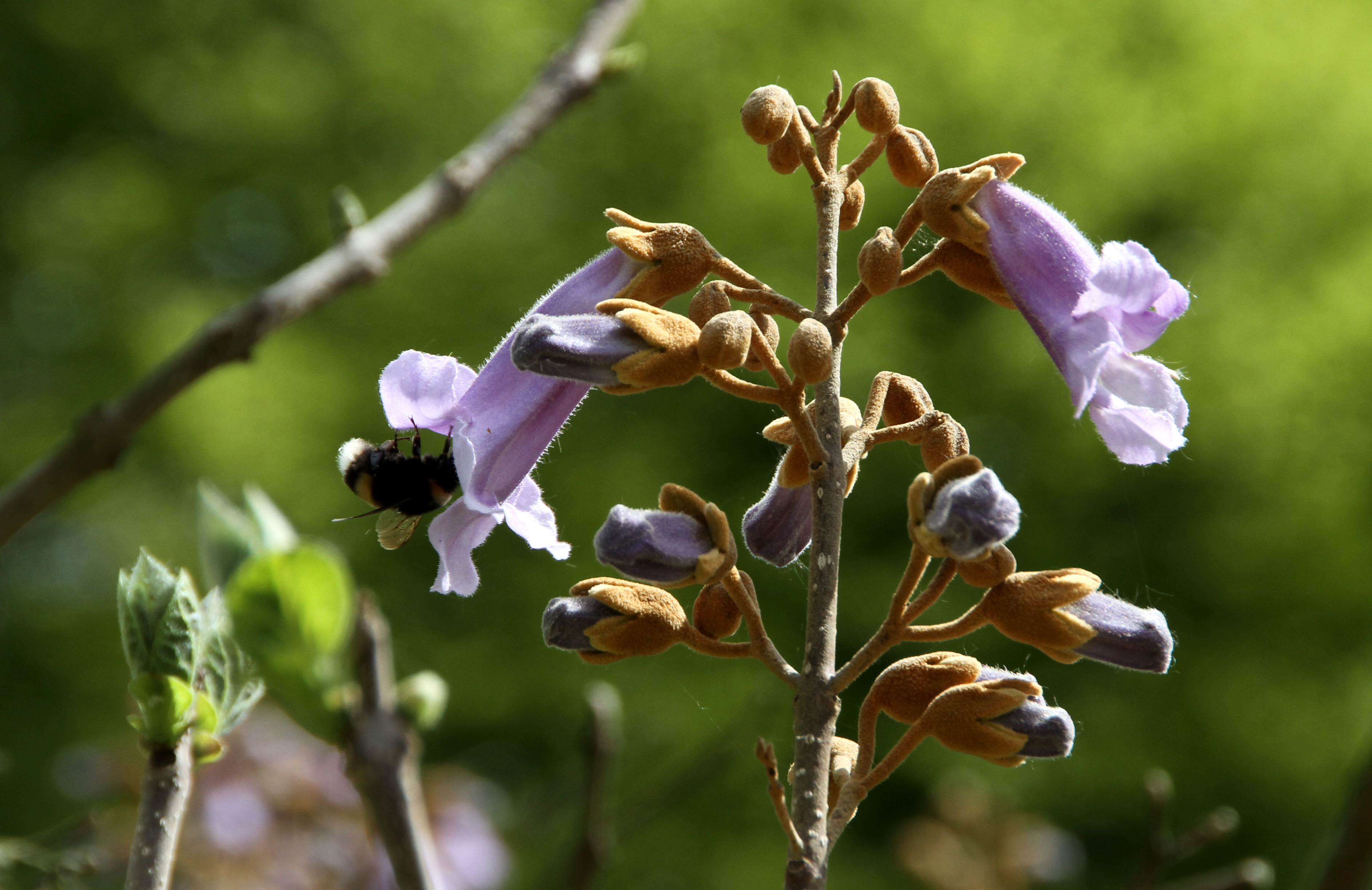
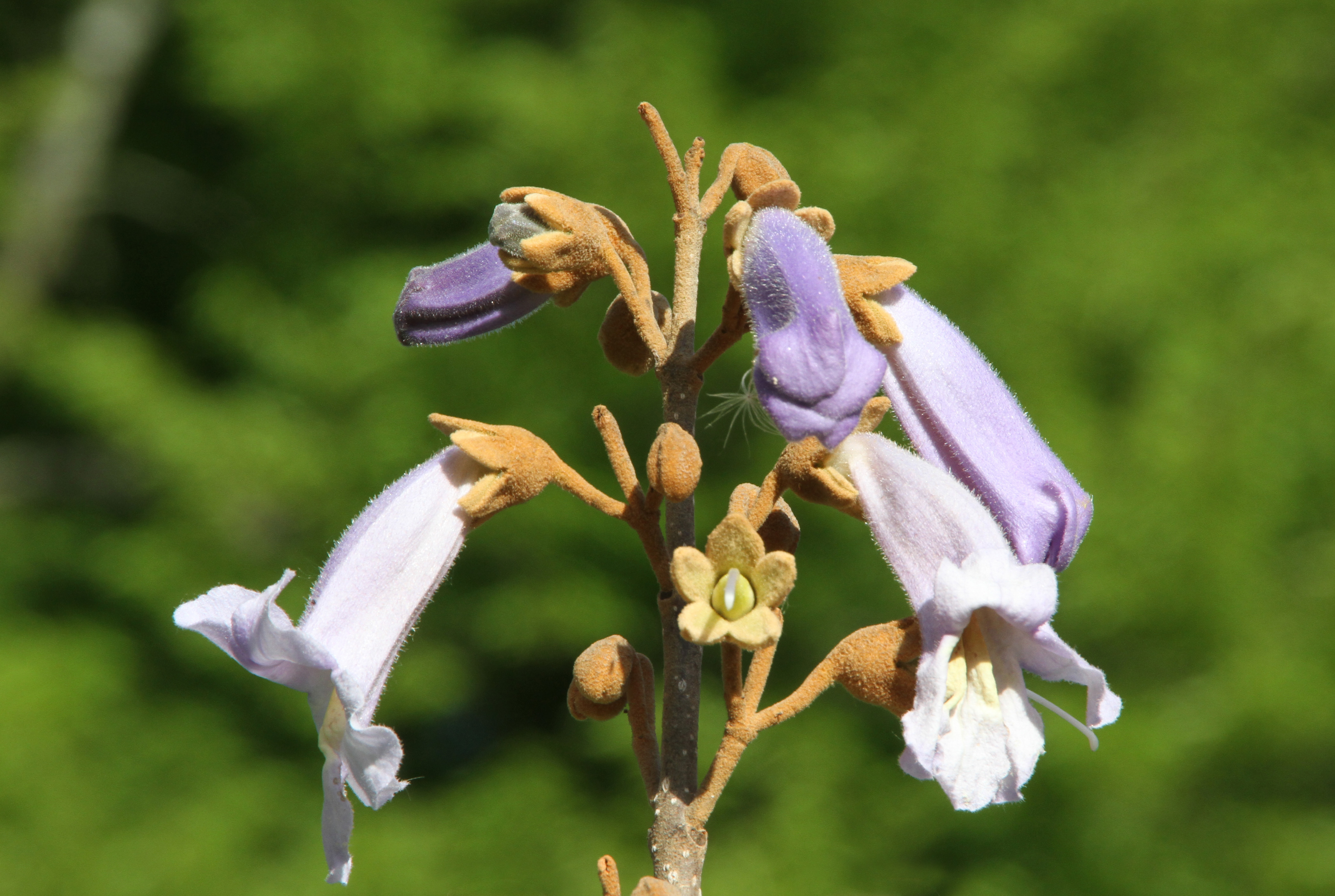
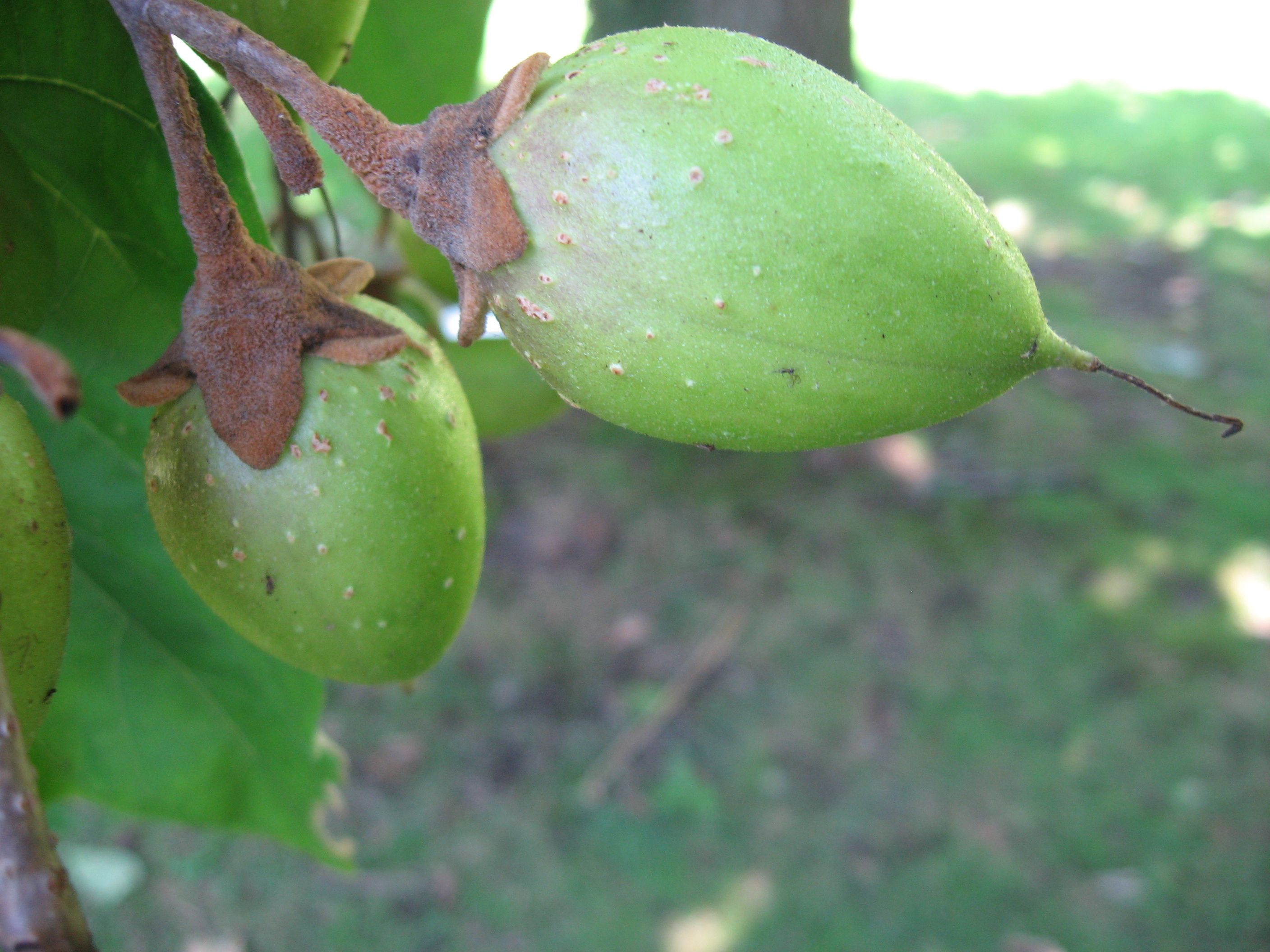
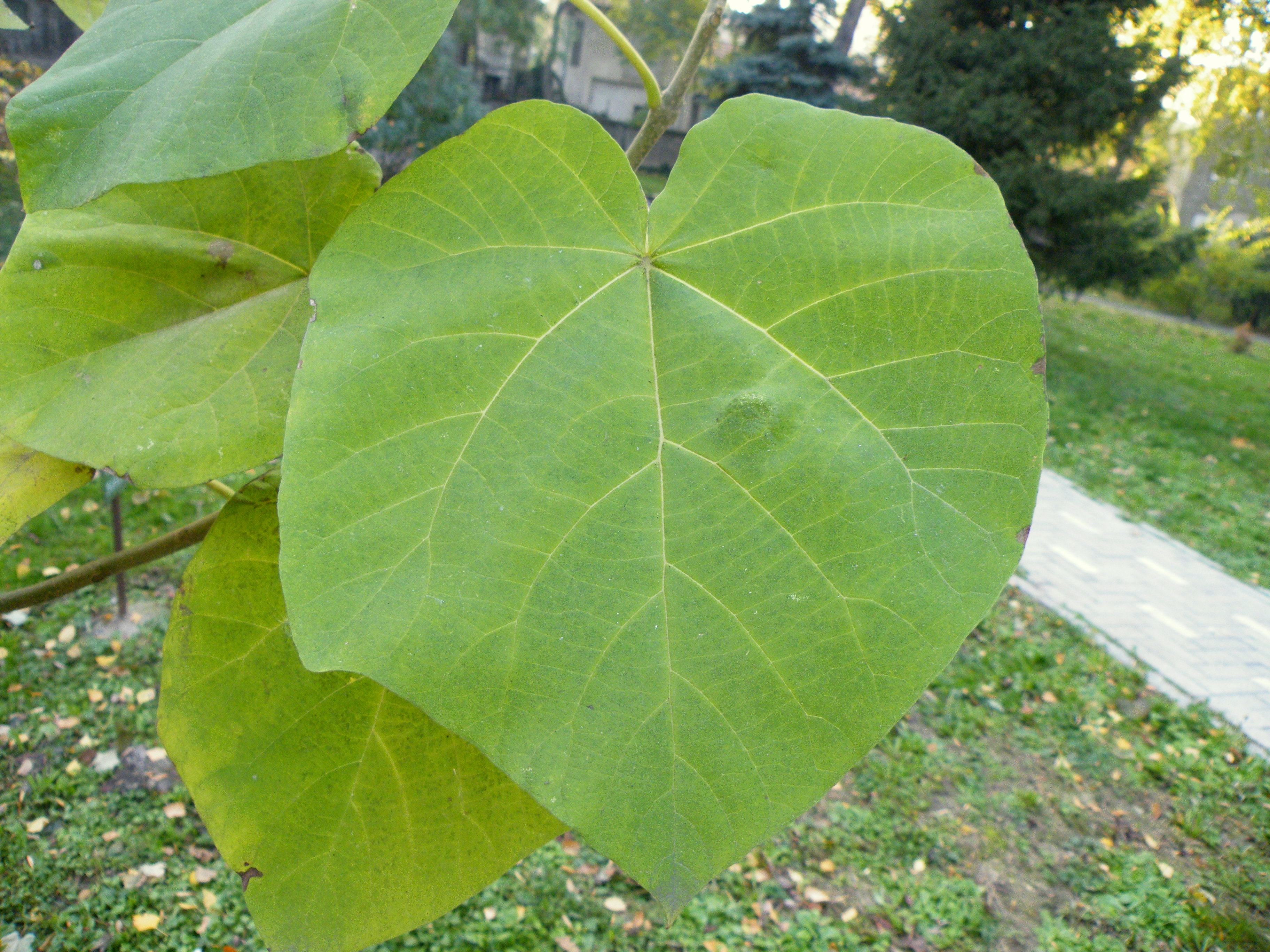
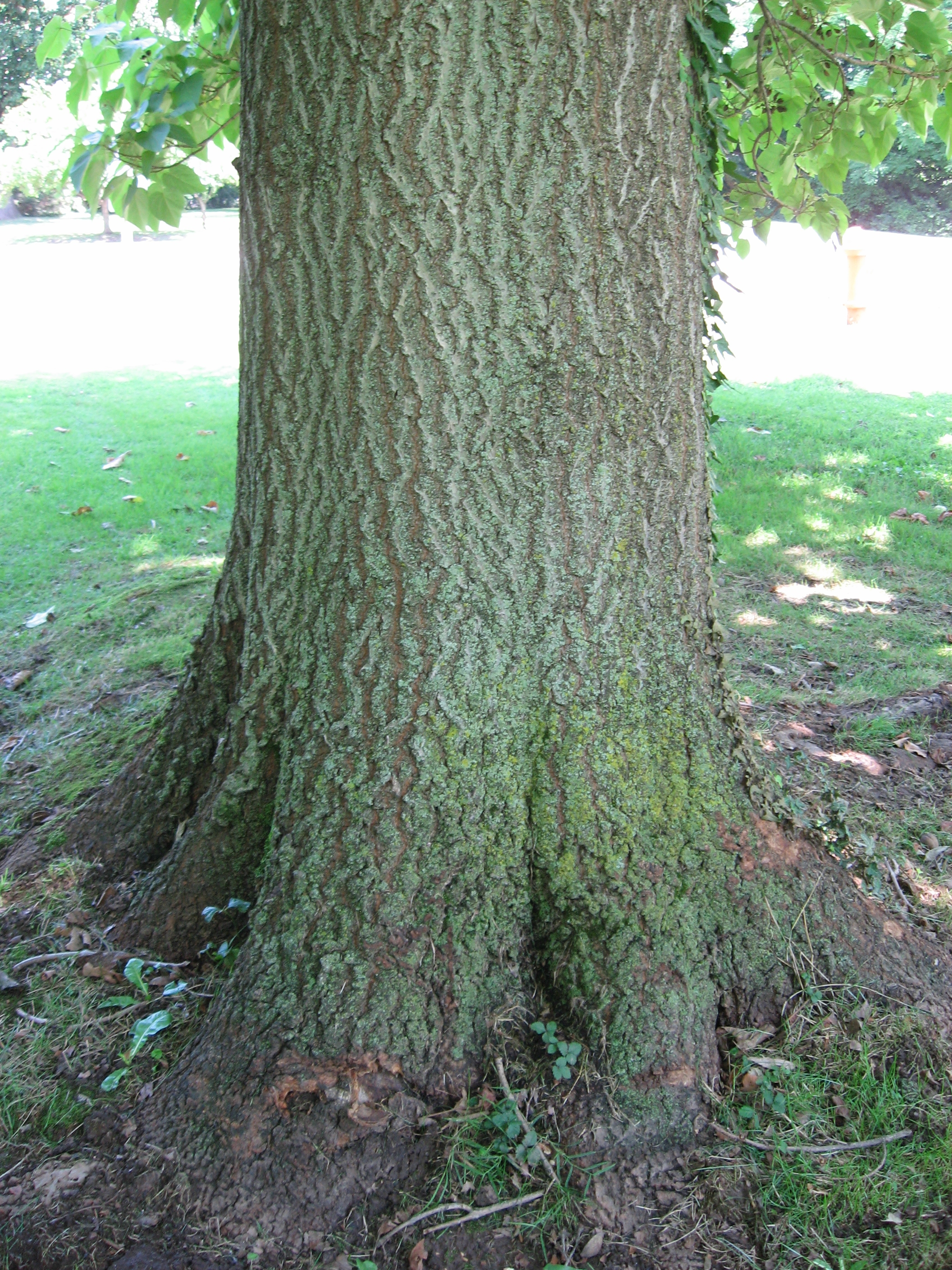
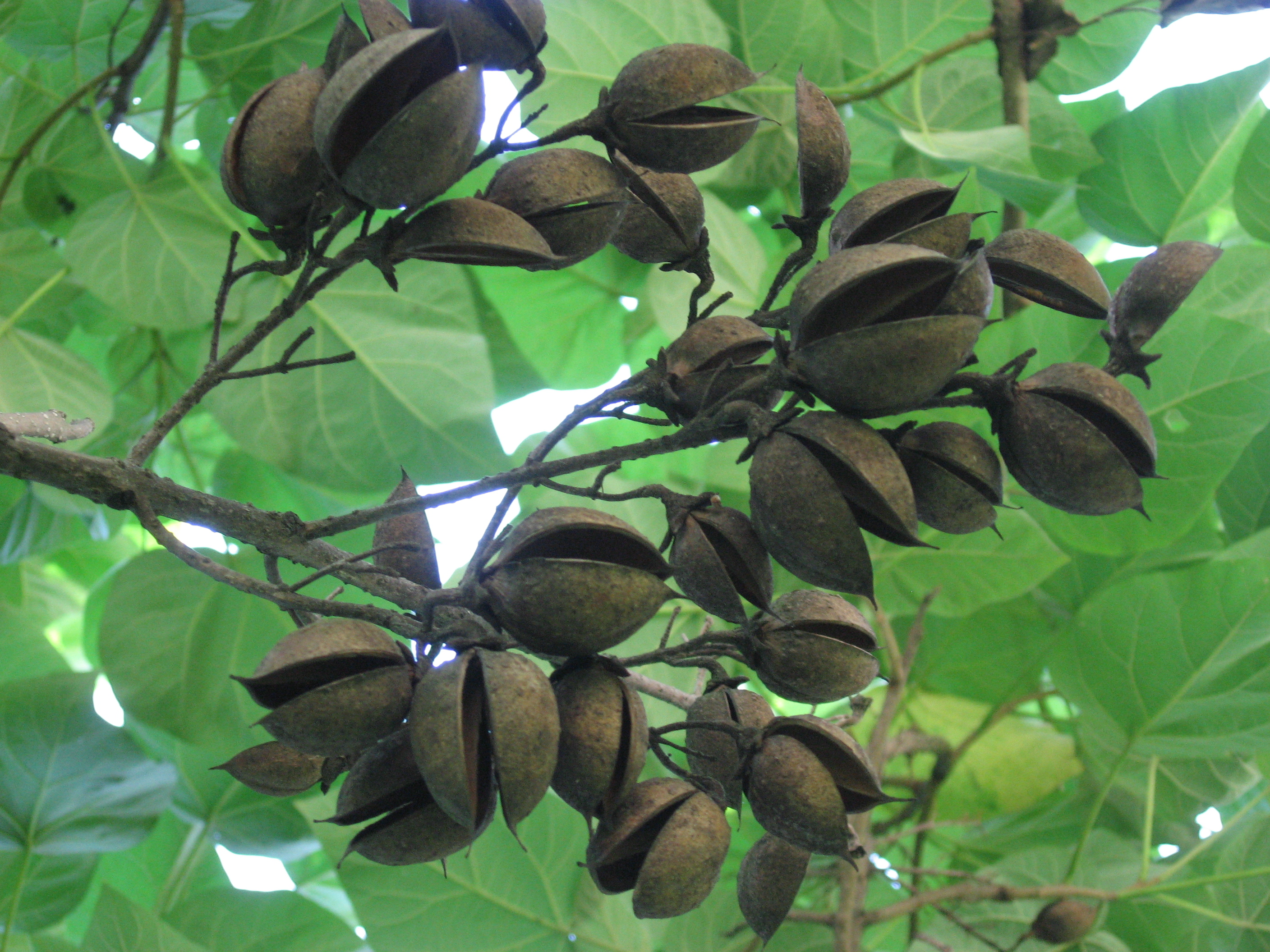